# 마크 벤투리니
마크 벤투리니(Mark Venturini, 1961년 1월 10일 ~ 1996년 2월 14일)는 미국의 배우, 텔레비전 배우이다.
일리노이주에서 태어났으며 로스앤젤레스에서 사망하였다. 사인은 백혈병이다.

## 영화
- 마이키 (1992년)
- 13일의 금요일 5 (1985년)
- 바탈리언 (1985년)